# 安世银
安世银（1954年1月—），男，汉族，山东东阿人，中华人民共和国政治人物，曾任东阿县人民政府副县长、中共阳谷县委书记、滨州市人民政府市长、中共山东省委党校常务副校长，第十届全国人大代表。
2017年播出的电视专题片《巡视利剑》显示，安世银因在担任阳谷县委书记期间收受乡镇企业主卢恩光（落马时担任司法部党组成员、政治部主任）贿赂，为其安排高庙王乡科技副乡长一职而接受有关方面调查。